# Buttertubs-Pass
Der Buttertubs-Pass (englisch Buttertubs Pass, übersetzt „Butterfässer-Pass“) ist ein Mittelgebirgspass in den Yorkshire Dales in Nordengland, der den Ort Thwaite im oberen Swaledale mit dem Ort Simonstone bei Hawes im oberen Wensleydale verbindet.

## Verlauf
Die Passstraße, die Cliff Gate Road mit der Bezeichnung C32, zweigt im Swaledale östlich von Thwaite auf einer Höhe von 303 m von der B6270 nach Süden ab und steigt mit Steigungen bis zu 25 Prozent kurvenreich an einem steilen Hang auf eine Höhe von 526 m. Dann fällt sie zum Wensleydale hin wieder ab, durchquert den Weiler Simonstone und mündet auf 254 m Höhe etwa 1 Kilometer nördlich von Hawes in die Straße C34 ein, die in Ost-West-Richtung durch das nördliche Wensleydale verläuft. Sie passiert in ihrem Verlauf drei Viehgitter.

## Butter Tubs

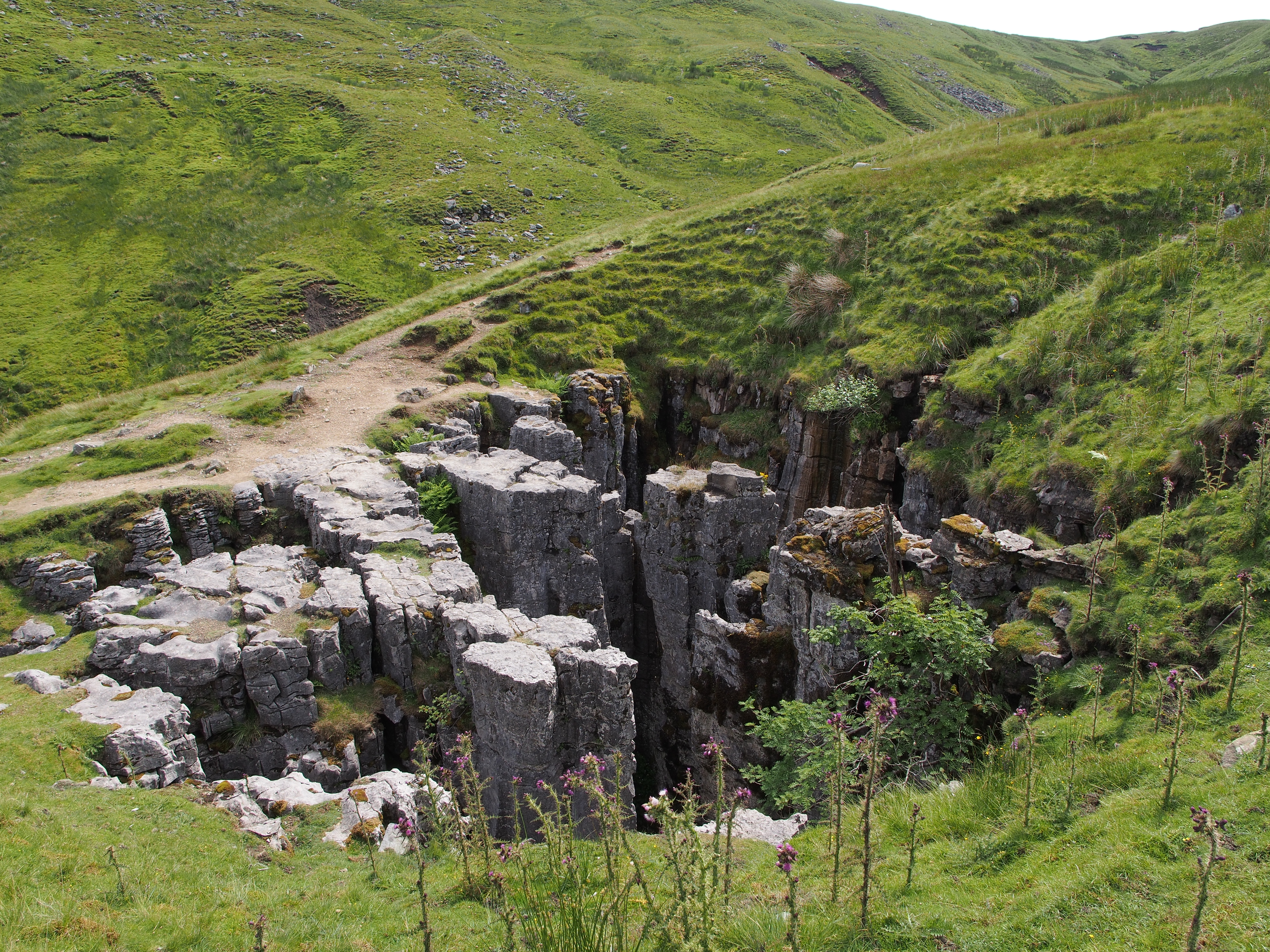
Butter Tubs, hier das große Feld direkt südlich der Straße

Seinen Namen hat der Pass von einer geologischen Besonderheit, den so genannten Butter Tubs in 480 m Höhe nordöstlich der Passhöhe. Dabei handelt es sich um mehrere nebeneinanderliegende Felder von bis zu 24 Meter tiefen Kluftkarren, die hier durch natürliche Karstprozesse entstanden sind.
Die Passstraße führt zwischen diesen Feldern hindurch. Die Kluftfelder sind aus Sicherheitsgründen eingezäunt, aber zu Fuß betretbar.
Der Name „Butterfässer“ geht auf die Überlieferung zurück, dass Bauern aus dem Swaledale auf dem Rückweg vom Markt in Hawes ihre unverkaufte Butter in diesen (durch Schatten und Wasserdurchfluss gekühlten) Klüften aufbewahrten, um sie nicht den steilen Weg hinunter und am nächsten Markttag wieder hinauf tragen zu müssen.

## Ereignisse
Die Passstraße ist Bestandteil der Tour de France 2014 North Yorkshire als einer der King of the Mountains climbs.